# Paresk-e Pā'īn
Paresk-e Pā'īn (persiska: پَراش, پَرِسك, پَرِسگ, پرسک سفلی, Paresk-e Soflá, پرسک پائین) är en ort i Iran.   Den ligger i provinsen Lorestan, i den västra delen av landet, 400 km sydväst om huvudstaden Teheran. Paresk-e Pā'īn ligger 1 748 meter över havet och antalet invånare är 436.
Terrängen runt Paresk-e Pā'īn är huvudsakligen kuperad, men österut är den bergig. Paresk-e Pā'īn ligger nere i en dal.Runt Paresk-e Pā'īn är det ganska tätbefolkat, med 72 invånare per kvadratkilometer. Närmaste större samhälle är Aleshtar, 10,1 km nordväst om Paresk-e Pā'īn. Trakten runt Paresk-e Pā'īn består i huvudsak av gräsmarker.